# Natação no Campeonato Mundial de Esportes Aquáticos de 2019 - 4x100 m livre masculino
A prova do revezamento 4x100 metros livre masculino da natação no Campeonato Mundial de Esportes Aquáticos de 2019 ocorreu no dia 21 de julho, em Gwangju, na Coreia do Sul.

## Recordes
Antes desta competição, os recordes mundiais e do campeonato nesta prova eram os seguintes:
| Tipo                  | Atleta         | Tempo   | Local  | Data                 |
| --------------------- | -------------- | ------- | ------ | -------------------- |
|                       | Estados Unidos | 3:08.24 | Pequim | 11 de agosto de 2008 |
| Recorde do campeonato | Estados Unidos | 3:09.21 | Roma   | 26 de julho de 2009  |

Os seguintes novos recordes foram estabelecidos durante esta competição.
| Data        | Prova | Nacionalidade  | Tempo   | Recordes              |
| ----------- | ----- | -------------- | ------- | --------------------- |
| 21 de julho | Final | Estados Unidos | 3:09.06 | Recorde do campeonato |

## Medalhistas
| Ouro | Prata                                                                                              | Bronze                                                                      |
| Estados Unidos · Caeleb Dressel · Blake Pieroni · Zach Apple · Nathan Adrian · Townley Haas* · Michael Chadwick* | Rússia · Vladislav Grinev · Vladimir Morozov · Kliment Kolesnikov · Evgeny Rylov · Andrey Minakov* | Austrália · Cameron McEvoy · Clyde Lewis · Alexander Graham · Kyle Chalmers |

*Participaram apenas das eliminatórias, mas também receberam medalhas.

## Cronograma
Todos os horários são locais (UTC+9).
| Data        | Hora  | Evento        |
| ----------- | ----- | ------------- |
| 21 de julho | 12:32 | Eliminatórias |
| 21 de julho | 21:23 | Final         |

## Resultados

### Eliminatórias
Esses foram os resultados das eliminatórias. Foram realizadas no dia 21 de julho com início às 12:32.
| Colocação | Bateria | Raia | Nacionalidade  | Nadadores                                                                                                | Tempo   | Notas            |
| --------- | ------- | ---- | -------------- | --- | ------- | ---------------- |
| 1         | 1       | 5    | Estados Unidos | Townley Haas (48.60) Blake Pieroni (47.32) Michael Chadwick (47.92) Zach Apple (47.47)                   | 3:11.31 | Q                |
| 2         | 2       | 1    | Reino Unido    | Duncan Scott (48.18) James Guy (47.77) Ben Proud (48.43) Scott McLay (48.04)                             | 3:12.42 | Q                |
| 3         | 2       | 4    | Rússia         | Evgeny Rylov (48.31) Andrey Minakov (48.94) Kliment Kolesnikov (47.96) Vladislav Grinev (47.43)          | 3:12.64 | Q                |
| 4         | 3       | 5    | Austrália      | Cameron McEvoy (48.29) Clyde Lewis (47.99) Alexander Graham (48.39) Kyle Chalmers (47.98)                | 3:12.65 | Q                |
| 5         | 3       | 3    | Itália         | Santo Condorelli (48.67) Manuel Frigo (47.90) Alessandro Bori (48.49) Alessandro Miressi (47.60)         | 3:12.66 | Q                |
| 6         | 3       | 4    | Brasil         | Marcelo Chierighini (48.20) Pedro Spajari (48.14) André Calvelo (48.44) Breno Correia (48.19)            | 3:12.97 | Q                |
| 7         | 3       | 8    | França         | Clément Mignon (48.26) Jérémy Stravius (48.21) Tom Paco Pedroni (48.41) Mehdy Metella (48.16)            | 3:13.04 | Q                |
| 8         | 3       | 2    | Hungria        | Dominik Kozma (48.92) Nándor Németh (48.36) Richárd Bohus (48.79) Szebasztián Szabó (47.83)              | 3:13.90 | Q                |
| 9         | 2       | 5    | Japão          | Katsumi Nakamura (48.48) Shinri Shioura (48.92) Katsuhiro Matsumoto (47.95) Akira Namba (48.81)          | 3:14.16 |                  |
| 10        | 2       | 2    | Grécia         | Andreas Vazaios (49.22) Kristian Golomeev (47.60) Ioannis Georgarakis (49.50) Apostolos Christou (48.12) | 3:14.44 |                  |
| 11        | 2       | 7    | Alemanha       | Damian Wierling (48.80) Marius Kusch (48.64) Josha Salchow (48.46) Christoph Fildebrandt (48.68)         | 3:14.58 |                  |
| 12        | 3       | 6    | Polónia        | Kacper Majchrzak (48.95) Przemysław Gawrysiak (49.64) Jan Hołub (48.13) Jakub Kraska (48.06)             | 3:14.78 |                  |
| 13        | 2       | 6    | Canadá         | Markus Thormeyer (48.80) Yuri Kisil (48.32) William Pisani (49.21) Carson Olafson (48.73)                | 3:15.06 |                  |
| 14        | 3       | 9    | Bélgica        | Sebastien De Meulemeester (49.29) Jasper Aerents (48.81) Thomas Thijs (48.49) Pieter Timmers (48.75)     | 3:15.34 |                  |
| 15        | 3       | 1    | Sérvia         | Velimir Stjepanović (49.59) Uroš Nikolić (48.48) Andrej Barna (48.29) Nikola Aćin (49.36)                | 3:15.72 |                  |
| 16        | 3       | 7    | Países Baixos  | Jesse Puts (49.15) Nyls Korstanje (49.06) Kyle Stolk (48.34) Stan Pijnenburg (49.22)                     | 3:15.77 |                  |
| 17        | 2       | 3    | China          | Yu Hexin (49.80) Yang Jintong (49.00) Cao Jiwen (48.87) He Junyi (48.56)                                 | 3:16.23 |                  |
| 18        | 2       | 8    | Singapura      | Joseph Schooling (49.32) Quah Zheng Wen (48.76) Jonathan Tan Eu Jin (49.63) Darren Chua Yi Shou (48.95)  | 3:16.66 | Recorde nacional |
| 19        | 1       | 1    | Suíça          | Roman Mityukov (49.42) Nils Liess (48.81) Antonio Djakovic (49.03) Aleksi Schmid (49.59)                 | 3:16.85 |                  |
| 20        | 3       | 0    | Irlanda        | Shane Ryan (49.40) Robert Powell (49.63) Jordan Sloan (48.72) Jack McMillan (49.63)                      | 3:17.38 | Recorde nacional |
| 21        | 1       | 3    | Turquia        | Hüseyin Emre Sakçı (49.43) İskender Başlakov (49.53) Kemal Arda Gürdal (49.61) Yalım Acımış (49.44)      | 3:18.01 |                  |
| 22        | 2       | 0    | Coreia do Sul  | Hwang Sun-woo (50.08) Jang Dong-hyeok (49.45) Park Seon-kwan (49.76) Yang Jae-hoon (48.80)               | 3:18.09 |                  |
| 23        | 2       | 9    | Taipé Chinesa  | Wang Hsing-hao (50.45) Wang Yu-lian (50.10) Lin Chien-liang (51.01) An Ting-yao (50.25)                  | 3:21.81 |                  |
| 24        | 1       | 7    | Hong Kong      | Nicholas Lim (51.34) Ian Ho Yentou (49.84) Cheuk Yin Ng (51.78) Ming Ho Cheuk (50.53)                    | 3:23.49 |                  |
| 25        | 1       | 6    | Malásia        | Welson Sim (50.47) Chan Jie (51.77) Tern Tern Jian Han (52.65) Faang der Tiaa (55.06)                    | 3:29.95 |                  |
| 26        | 1       | 2    | Egito          | Mohamed Samy (49.59) Ali Khalafalla (48.79) Marwan Elkamash (51.92) Abdelrahman Sameh                    | DSQ     | DSQ              |
| 26        | 1       | 4    | Israel         | Tomer Frankel (49.62) Meiron Cheruti Yakov Toumarkin Daniel Namir                                        | DSQ     | DSQ              |

### Final
A final foi realizada em 21 de julho às 21:23.
| Colocação         | Raia | Nacionalidade  | Nadadores                                                                                         | Tempo   | Notas                 |
| ----------------- | ---- | -------------- | ------------------------------------------------------------------------------------------------- | ------- | --------------------- |
| Medalha de ouro   | 4    | Estados Unidos | Caeleb Dressel (47.63) Blake Pieroni (47.49) Zach Apple (46.86) Nathan Adrian (47.08)             | 3:09.06 | Recorde do campeonato |
| Medalha de prata  | 3    | Rússia         | Vladislav Grinev (47.83) Vladimir Morozov (47.62) Kliment Kolesnikov (47.50) Evgeny Rylov (47.02) | 3:09.97 |                       |
| Medalha de bronze | 6    | Austrália      | Cameron McEvoy (48.44) Clyde Lewis (47.61) Alexander Graham (48.11) Kyle Chalmers (47.06)         | 3:11.22 |                       |
| 4                 | 2    | Itália         | Santo Condorelli (48.72) Manuel Frigo (47.29) Luca Dotto (47.81) Alessandro Miressi (47.57)       | 3:11.39 | Recorde nacional      |
| 5                 | 5    | Reino Unido    | Duncan Scott (47.97) James Guy (47.72) Ben Proud (48.27) Scott McLay (47.85)                      | 3:11.81 |                       |
| 6                 | 7    | Brasil         | Marcelo Chierighini (48.10) Pedro Spajari (48.14) Bruno Fratus (47.78) Breno Correia (47.97)      | 3:11.99 |                       |
| 7                 | 8    | Hungria        | Dominik Kozma (48.59) Kristóf Milák (48.05) Péter Holoda (48.53) Nándor Németh (47.68)            | 3:12.85 |                       |
| 8                 | 1    | França         | Clément Mignon (48.25) Jérémy Stravius (48.33) Tom Paco Pedroni (48.92) Mehdy Metella (47.84)     | 3:13.34 |                       |

Legenda
| Recorde mundial       | Recorde mundial (World record)               |                       | Recorde africano                      | Recorde africano (African) |                                           | Q | Classificado por posição (Qualified) |
| Recorde do campeonato | Recorde do campeonato (Championship record)  | Recorde da América    | Recorde da América (Americas)         | q                          | Classificado por melhor tempo (Qualified) |   |                                      |
| Melhor marca do ano   | Melhor marca do ano (World leading)          | Recorde asiático      | Recorde asiático (Asian)              | DNS                        | Não largou (Did not start)                |   |                                      |
| Recorde nacional      | Recorde nacional (National record)           | Recorde europeu       | Recorde europeu (European)            | DNF                        | Não terminou (Did not finish)             |   |                                      |
| Recorde pessoal       | Recorde pessoal do atleta (Personal best)    | Recorde da Oceania    | Recorde da Oceania (Oceania)          | DSQ / DQ                   | Desclassificado (Disqualified)            |   |                                      |
| Recorde da temporada  | Recorde da temporada do atleta (Season best) | Recorde sul-americano | Recorde sul-americano (South America) | NM                         | Sem marca (No mark)                       |   |                                      |